# Примозоле Бич
Примозоле Бич је насеље у Италији у округу Катанија, региону Сицилија.
Према процени из 2011. у насељу је живело 31 становника. Насеље се налази на надморској висини од 2 м.